# Salto em grandes alturas no Campeonato Mundial de Esportes Aquáticos de 2019 - Feminino
A prova do salto em grandes alturas feminino é um dos eventos do Campeonato Mundial de Esportes Aquáticos de 2019 que foi realizado entre os dias 22 de julho e 23 de julho de 2019 na cidade de Gwangju, na Coreia do Sul. 

## Medalhistas
| Ouro                   | Prata                 | Bronze                 |
| Rhiannan Iffland (AUS) | Adriana Jiménez (MEX) | Jessica Macaulay (GBR) |

## Resultados
As duas primeiras rodadas ocorreram no dia 22 de julho com início às 11:30.  As duas últimas rodadas ocorreram no dia 23 de julho com início às 12:00. 
| Pos.              | Saltadora            | Nacionalidade  | Rodada 1 | Rodada 2 | Rodada 3 | Rodada 4 | Total  |
| ----------------- | -------------------- | -------------- | -------- | -------- | -------- | -------- | ------ |
| Medalha de ouro   | Rhiannan Iffland     | Austrália      | 66.30    | 66.65    | 66.30    | 98.80    | 298.05 |
| Medalha de prata  | Adriana Jiménez      | México         | 54.60    | 93.60    | 63.70    | 86.00    | 297.90 |
| Medalha de bronze | Jessica Macaulay     | Reino Unido    | 55.90    | 90.00    | 63.70    | 85.80    | 295.40 |
| 4                 | Genevieve Bradley    | Estados Unidos | 62.40    | 81.60    | 62.40    | 74.40    | 280.80 |
| 5                 | Antonina Vyshyvanova | Ucrânia        | 46.80    | 77.55    | 58.50    | 74.80    | 257.65 |
| 6                 | Xantheia Pennisi     | Austrália      | 41.60    | 84.00    | 54.60    | 68.40    | 248.60 |
| 7                 | María Quintero       | Colômbia       | 49.40    | 89.30    | 50.70    | 57.40    | 246.80 |
| 8                 | Iris Schmidbauer     | Alemanha       | 45.50    | 60.80    | 52.00    | 75.25    | 233.55 |
| 9                 | Jacqueline Valente   | Brasil         | 53.30    | 60.20    | 42.90    | 67.20    | 223.60 |
| 10                | Ellie Smart          | Estados Unidos | 58.50    | 28.50    | 54.60    | 68.25    | 209.85 |
| 11                | Aimee Harrison       | Canadá         | 53.30    | 55.80    | 44.20    | 52.70    | 206.00 |
| 12                | Celia Fernández      | Espanha        | 41.60    | 49.95    | 54.60    | 54.25    | 200.40 |
| 13                | Yana Nestsiarava     | Bielorrússia   | 57.20    | 51.30    | DNS      | DNS      | DNS    |

Legenda
| Recorde mundial       | Recorde mundial (World record)               |                       | Recorde africano                      | Recorde africano (African) |                                           | Q | Classificado por posição (Qualified) |
| Recorde do campeonato | Recorde do campeonato (Championship record)  | Recorde da América    | Recorde da América (Americas)         | q                          | Classificado por melhor tempo (Qualified) |   |                                      |
| Melhor marca do ano   | Melhor marca do ano (World leading)          | Recorde asiático      | Recorde asiático (Asian)              | DNS                        | Não largou (Did not start)                |   |                                      |
| Recorde nacional      | Recorde nacional (National record)           | Recorde europeu       | Recorde europeu (European)            | DNF                        | Não terminou (Did not finish)             |   |                                      |
| Recorde pessoal       | Recorde pessoal do atleta (Personal best)    | Recorde da Oceania    | Recorde da Oceania (Oceania)          | DSQ / DQ                   | Desclassificado (Disqualified)            |   |                                      |
| Recorde da temporada  | Recorde da temporada do atleta (Season best) | Recorde sul-americano | Recorde sul-americano (South America) | NM                         | Sem marca (No mark)                       |   |                                      |